# Asijsko/tichomořsko-americké ceny za literaturu
Asijsko/tichomořsko-americké ceny za literaturu (anglicky Asian/Pacific American Awards for Literature, zkráceně APAAL) je soubor ocenění za literaturu, která jsou udělována Asociací asijsko/tichomořsko-amerických knihovníků (APALA) za literární díla pojednávající o Američanech a Kanaďanech asijského nebo tichomořského původu a jejich kultuře. Ceny jsou udíleny od roku 2001, od roku 2003 každoročně.
Díla jsou oceňována v kategoriích Beletrie pro dospělé, Literatura faktu pro dospělé, Literatura pro mládež, Literatura pro děti a Obrázková kniha. V rámci každé kategorie je udělována jedna hlavní cena a jedno čestně uznání. Posuzována jsou prozaická díla a, s výjimkou kategorie Obrázkové knihy, také poezie a grafické romány.
Autor knihy musí být asijského nebo tichomořského původu a zároveň musí mít americké či kanadské občanství nebo trvalý pobyt v USA či Kanadě. Pokud kniha obsahuje ilustrace, ilustrátor musí být téhož původu. Knihy, které obsahují několik děl od různých autorů, jsou posuzovány pouze v případě, že jsou všichni autoři asijského či tichomořského původu. Oceňované dílo musí pojednávat o Američanech asijského nebo tichomořského původu, být napsáno anglicky a být vydáno v USA nebo Kanadě. Díla publikovaná svépomocí nebo pouze na internetu nejsou posuzována.

## Oceněná díla
| Ročník    | Kategorie                          | Dílo | Autor/ka                                           | Ocenění       | Reference    |
| --------- | ---------------------------------- | --- | -------------------------------------------------- | ------------- | ------------ |
| 2021–2022 | Beletrie pro dospělé               | Shadow Life                                                                                                | Hiromi Goto, ilustrovala Ann Xu                    | Hlavní cena   | [ 2 ]        |
| 2021–2022 | Beletrie pro dospělé               | Afterparties                                                                                               | Anthony Veasna So                                  | Čestné uznání | [ 2 ]        |
| 2021–2022 | Literatura faktu pro dospělé       | Tastes Like War: A Memoir                                                                                  | Grace M. Cho                                       | Hlavní cena   | [ 2 ]        |
| 2021–2022 | Literatura faktu pro dospělé       | Forced Out: A Nikkei Woman’s Search for a Home in America                                                  | Judy Y. Kawamoto                                   | Čestné uznání | [ 2 ]        |
| 2021–2022 | Literatura pro mládež              | Last Night at the Telegraph Club                                                                           | Malinda Lo                                         | Hlavní cena   | [ 2 ]        |
| 2021–2022 | Literatura pro mládež              | We Are Not Free                                                                                            | Traci Chee                                         | Čestné uznání | [ 2 ]        |
| 2021–2022 | Literatura pro děti                | Amina’s Song                                                                                               | Hena Khan                                          | Hlavní cena   | [ 2 ]        |
| 2021–2022 | Literatura pro děti                | Finding Junie Kim                                                                                          | Ellen Oh                                           | Čestné uznání | [ 2 ]        |
| 2021–2022 | Obrázková kniha                    | Watercress                                                                                                 | Andrea Wang, ilustroval Jason Chin                 | Hlavní cena   | [ 2 ]        |
| 2021–2022 | Obrázková kniha                    | A Boy Named Isamu: A Story of Isamu Noguchi                                                                | James Yang                                         | Čestné uznání | [ 2 ]        |
| 2020–2021 | Beletrie pro dospělé               | How Much of These Hills is Gold: A Novel                                                                   | C Pam Zhang                                        | Hlavní cena   | [ 2 ]        |
| 2020–2021 | Beletrie pro dospělé               | How to Pronounce Knife                                                                                     | Souvankham Thammavongsa                            | Čestné uznání | [ 2 ]        |
| 2020–2021 | Literatura faktu pro dospělé       | America for Americans: A History of Xenophobia in the United States                                        | Erika Lee                                          | Hlavní cena   | [ 2 ]        |
| 2020–2021 | Literatura faktu pro dospělé       | Hollywood Chinese: The Chinese in American Feature Films                                                   | Arthur Dong                                        | Čestné uznání | [ 2 ]        |
| 2020–2021 | Literatura pro mládež              | This Light Between Us                                                                                      | Andrew Fukuda                                      | Hlavní cena   | [ 2 ]        |
| 2020–2021 | Literatura pro mládež              | Displacement                                                                                               | Kiku Hughes                                        | Čestné uznání | [ 2 ]        |
| 2020–2021 | Literatura pro děti                | When You Trap a Tiger                                                                                      | Tae Keller                                         | Hlavní cena   | [ 2 ]        |
| 2020–2021 | Literatura pro děti                | Prairie Lotus                                                                                              | Linda Sue Park                                     | Čestné uznání | [ 2 ]        |
| 2020–2021 | Obrázková kniha                    | Paper Son: The Inspiring Story of Tyrus Wong, Immigrant and Artist                                         | Julie Leung, ilustroval Chris Sasaki               | Hlavní cena   | [ 2 ]        |
| 2020–2021 | Obrázková kniha                    | Danbi Leads the School Parade                                                                              | Anna Kim                                           | Čestné uznání | [ 2 ]        |
| 2019–2020 | Beletrie pro dospělé               | The Atlas of Reds and Blues                                                                                | Devi Laskar                                        | Hlavní cena   | [ 2 ] [ 3 ]  |
| 2019–2020 | Beletrie pro dospělé               | Na zemi jsme na okamžik nádherní                                                                           | Ocean Vuong                                        | Čestné uznání | [ 2 ] [ 3 ]  |
| 2019–2020 | Literatura faktu pro dospělé       | Ghosts of Gold Mountain: The Epic Story of the Chinese Who Built the Transcontinental Railroad             | Gordon H. Chang                                    | Hlavní cena   | [ 2 ] [ 3 ]  |
| 2019–2020 | Literatura faktu pro dospělé       | Chop Suey Nation                                                                                           | Ann Hui                                            | Čestné uznání | [ 2 ] [ 3 ]  |
| 2019–2020 | Literatura pro mládež              | They Called Us Enemy                                                                                       | George Takei, Justin Eisinger a Steven Scott       | Hlavní cena   | [ 2 ] [ 3 ]  |
| 2019–2020 | Literatura pro mládež              | Frankly in Love                                                                                            | David Yoon                                         | Čestné uznání | [ 2 ] [ 3 ]  |
| 2019–2020 | Literatura pro děti                | Stargazing                                                                                                 | Jen Wang                                           | Hlavní cena   | [ 2 ] [ 3 ]  |
| 2019–2020 | Literatura pro děti                | I’m Ok | Patti Kim                                          | Čestné uznání | [ 2 ] [ 3 ]  |
| 2019–2020 | Obrázková kniha                    | Queen of Physics: How Wu Chien Shiung Helped Unlock the Secrets of the Atom                                | Teresa Robeson, ilustrovala Rebecca Huang          | Hlavní cena   | [ 2 ] [ 3 ]  |
| 2019–2020 | Obrázková kniha                    | Bilal Cooks Daal                                                                                           | Aisha Saeed, ilustrovala Anoosha Syed              | Čestné uznání | [ 2 ] [ 3 ]  |
| 2018–2019 | Beletrie pro dospělé               | The End of Peril, The End of Enmity, The End of Strife, A Haven                                            | Thirii Myo Kyaw Myint                              | Hlavní cena   | [ 2 ] [ 4 ]  |
| 2018–2019 | Beletrie pro dospělé               | Though I Get Home                                                                                          | YZ Chin                                            | Čestné uznání | [ 2 ] [ 4 ]  |
| 2018–2019 | Literatura faktu pro dospělé       | Not Quite Not White: Losing and Finding Race in America                                                    | Sharmila Sen                                       | Hlavní cena   | [ 2 ] [ 4 ]  |
| 2018–2019 | Literatura faktu pro dospělé       | Litany for the Long Moment                                                                                 | Mary-Kim Arnold                                    | Čestné uznání | [ 2 ] [ 4 ]  |
| 2018–2019 | Literatura pro mládež              | Darius the Great is Not Okay                                                                               | Adib Khorram                                       | Hlavní cena   | [ 2 ] [ 4 ]  |
| 2018–2019 | Literatura pro mládež              | The Astonishing Color of After                                                                             | Emily X. R. Pan                                    | Čestné uznání | [ 2 ] [ 4 ]  |
| 2018–2019 | Literatura pro děti                | Front Desk                                                                                                 | Kelly Yang                                         | Hlavní cena   | [ 2 ] [ 4 ]  |
| 2018–2019 | Literatura pro děti                | The House that Lou Built                                                                                   | Mae Respicio                                       | Čestné uznání | [ 2 ] [ 4 ]  |
| 2018–2019 | Obrázková kniha                    | Drawn Together                                                                                             | Minh Lê, ilustroval Dan Santat                     | Hlavní cena   | [ 2 ] [ 4 ]  |
| 2018–2019 | Obrázková kniha                    | Grandmother’s Visit                                                                                        | Betty Quan, ilustrovala Carmen Mok                 | Čestné uznání | [ 2 ] [ 4 ]  |
| 2017–2018 | Beletrie pro dospělé               | The Leavers                                                                                                | Lisa Ko                                            | Hlavní cena   | [ 2 ] [ 5 ]  |
| 2017–2018 | Beletrie pro dospělé               | The Refugees                                                                                               | Viet Thanh Nguyen                                  | Čestné uznání | [ 2 ] [ 5 ]  |
| 2017–2018 | Literatura faktu pro dospělé       | Asianfail: Narratives of Disenchantment and the Model Minority                                             | Eleanor Ty                                         | Hlavní cena   | [ 2 ] [ 5 ]  |
| 2017–2018 | Literatura faktu pro dospělé       | The Long Afterlife of Nikkei Wartime Incarceration                                                         | Karen M. Inouye                                    | Čestné uznání | [ 2 ] [ 5 ]  |
| 2017–2018 | Literatura pro mládež              | It’s Not Like It’s A Secret                                                                                | Misa Sugiura                                       | Hlavní cena   | [ 2 ] [ 5 ]  |
| 2017–2018 | Literatura pro mládež              | Saints & Misfits                                                                                           | S.K. Ali                                           | Čestné uznání | [ 2 ] [ 5 ]  |
| 2017–2018 | Literatura pro děti                | Step Up to the Plate, Maria Singh                                                                          | Uma Krishnaswami                                   | Hlavní cena   | [ 2 ] [ 5 ]  |
| 2017–2018 | Literatura pro děti                | Cilla Lee-Jenkins: Future Author Extraordinaire                                                            | Susan Tan, ilustrovala Dana Wulfekotte             | Čestné uznání | [ 2 ] [ 5 ]  |
| 2017–2018 | Obrázková kniha                    | A Different Pond                                                                                           | Bao Phi, illustrovala Thi Bui                      | Hlavní cena   | [ 2 ] [ 5 ]  |
| 2017–2018 | Obrázková kniha                    | The Nian Monster                                                                                           | Andrea Wang, ilustrovala Alina Chau                | Čestné uznání | [ 2 ] [ 5 ]  |
| 2016–2017 | Beletrie pro dospělé               | Deceit and Other Possibilities                                                                             | Vanessa Hua                                        | Hlavní cena   | [ 2 ] [ 6 ]  |
| 2016–2017 | Beletrie pro dospělé               | The Fortunes                                                                                               | Peter Ho Davies                                    | Čestné uznání | [ 2 ] [ 6 ]  |
| 2016–2017 | Literatura faktu pro dospělé       | Picture Bride: Stories                                                                                     | Barbara Kawakami                                   | Hlavní cena   | [ 2 ] [ 6 ]  |
| 2016–2017 | Literatura faktu pro dospělé       | Changing Season: A Father, A Daughter, A Family Farm                                                       | Mas Masumoto a Nikiko Masumoto                     | Čestné uznání | [ 2 ] [ 6 ]  |
| 2016–2017 | Literatura pro mládež              | Outrun the Moon                                                                                            | Stacey Lee                                         | Hlavní cena   | [ 2 ] [ 6 ]  |
| 2016–2017 | Literatura pro mládež              | Watched | Marina Budhos                                      | Čestné uznání | [ 2 ] [ 6 ]  |
| 2016–2017 | Literatura pro děti                | The Land of Forgotten Girls                                                                                | Erin Entrada Kelly                                 | Hlavní cena   | [ 2 ] [ 6 ]  |
| 2016–2017 | Literatura pro děti                | Momotaro Xander and the Lost Island of Monsters                                                            | Margaret Dilloway                                  | Čestné uznání | [ 2 ] [ 6 ]  |
| 2016–2017 | Obrázková kniha                    | Puddle | Hyewon Yum                                         | Hlavní cena   | [ 2 ] [ 6 ]  |
| 2015–2016 | Beletrie pro dospělé               | The Sympathizer                                                                                            | Viet Thanh Nguyen                                  | Hlavní cena   | [ 2 ] [ 7 ]  |
| 2015–2016 | Beletrie pro dospělé               | Don’t Let Him Know                                                                                         | Sandip Roy                                         | Čestné uznání | [ 2 ] [ 7 ]  |
| 2015–2016 | Literatura faktu pro dospělé       | The Making of Asian America: a History                                                                     | Erika Lee                                          | Hlavní cena   | [ 2 ] [ 7 ]  |
| 2015–2016 | Literatura faktu pro dospělé       | From Canton Restaurant to Panda Express: A History of Chinese Food in the United States                    | Haiming Liu                                        | Čestné uznání | [ 2 ] [ 7 ]  |
| 2015–2016 | Literatura faktu pro dospělé       | The Good Immigrant: How the Yellow Peril Became the Model Minority                                         | Madeline Y. Hsu                                    | Čestné uznání | [ 2 ] [ 7 ]  |
| 2015–2016 | Literatura pro mládež              | P.S. I Still Love You                                                                                      | Jenny Han                                          | Hlavní cena   | [ 2 ] [ 7 ]  |
| 2015–2016 | Literatura pro mládež              | Ink and Ashes                                                                                              | Valynne E. Maetani                                 | Čestné uznání | [ 2 ] [ 7 ]  |
| 2015–2016 | Literatura pro děti                | Full Cicada Moon                                                                                           | Marilyn Hilton                                     | Hlavní cena   | [ 2 ] [ 7 ]  |
| 2015–2016 | Literatura pro děti                | Blackbird Fly                                                                                              | Erin Entrada Kelly                                 | Čestné uznání | [ 2 ] [ 7 ]  |
| 2015–2016 | Obrázková kniha                    | Juna’s Jar                                                                                                 | Jane Bahk                                          | Hlavní cena   | [ 2 ] [ 7 ]  |
| 2015–2016 | Obrázková kniha                    | Drum Dream Girl: How One Girl’s Courage Changed Music                                                      | Margarita Engle, ilustroval Rafael Lopez           | Čestné uznání | [ 2 ] [ 7 ]  |
| 2014–2015 | Beletrie pro dospělé               | Everything I Never Told You                                                                                | Celeste Ng                                         | Hlavní cena   | [ 2 ] [ 8 ]  |
| 2014–2015 | Beletrie pro dospělé               | The Sleepwalker’s Guide to Dancing                                                                         | Mira Jacob                                         | Čestné uznání | [ 2 ] [ 8 ]  |
| 2014–2015 | Literatura faktu pro dospělé       | Dubious Gastronomy: The Cultural Politics of Eating Asian in the USA                                       | Robert Ji-Song Ku                                  | Hlavní cena   | [ 2 ] [ 8 ]  |
| 2014–2015 | Literatura faktu pro dospělé       | Big Little Man: In Search of My Asian Self written                                                         | Alex Tizon                                         | Čestné uznání | [ 2 ] [ 8 ]  |
| 2014–2015 | Literatura pro mládež              | Tiger Girl                                                                                                 | May-lee Chai                                       | Hlavní cena   | [ 2 ] [ 8 ]  |
| 2014–2015 | Literatura pro mládež              | Shadow Hero                                                                                                | Gene Luen Yang, ilustroval Sonny Liew              | Čestné uznání | [ 2 ] [ 8 ]  |
| 2014–2015 | Literatura pro děti                | Gaijin: American Prisoner of War                                                                           | Matt Faulkner                                      | Hlavní cena   | [ 2 ] [ 8 ]  |
| 2014–2015 | Literatura pro děti                | Ting Ting                                                                                                  | Kristie Hammond                                    | Čestné uznání | [ 2 ] [ 8 ]  |
| 2014–2015 | Obrázková kniha                    | Hana Hashimoto, Sixth Violin                                                                               | Chieri Uegaki a Qin Leng                           | Hlavní cena   | [ 2 ] [ 8 ]  |
| 2014–2015 | Obrázková kniha                    | Father’s Chinese Opera                                                                                     | Rich Lo                                            | Čestné uznání | [ 2 ] [ 8 ]  |
| 2013–2014 | Beletrie pro dospělé               | A Tale for the Time Being                                                                                  | Ruth Ozeki                                         | Hlavní cena   | [ 2 ] [ 9 ]  |
| 2013–2014 | Beletrie pro dospělé               | The Gods of Heavenly Punishment                                                                            | Jennifer Cody Epstein                              | Čestné uznání | [ 2 ] [ 9 ]  |
| 2013–2014 | Literatura faktu pro dospělé       | Citizens of Asian America: Democracy and Race during the Cold War                                          | Cindy I-Fen Cheng                                  | Hlavní cena   | [ 2 ] [ 9 ]  |
| 2013–2014 | Literatura faktu pro dospělé       | Garden of the World: Asian Immigrants and the Making of Agriculture in California’s Santa Clara Valley     | Cecilia M. Tsu                                     | Čestné uznání | [ 2 ] [ 9 ]  |
| 2013–2014 | Literatura pro mládež              | Jet Black and the Ninja Wind                                                                               | Leza Lowitz a Shogo Oketani                        | Hlavní cena   | [ 2 ] [ 9 ]  |
| 2013–2014 | Literatura pro mládež              | Gadget Girl: The Art of Being Invisible                                                                    | Suzanne Kamata                                     | Čestné uznání | [ 2 ] [ 9 ]  |
| 2013–2014 | Literatura pro děti                | The Thing About Luck                                                                                       | Cynthia Kadohata, ilustrovala Julia Kuo            | Hlavní cena   | [ 2 ] [ 9 ]  |
| 2013–2014 | Literatura pro děti                | The Vine Basket                                                                                            | Josanne La Valley                                  | Čestné uznání | [ 2 ] [ 9 ]  |
| 2013–2014 | Obrázková kniha                    | Red Kite, Blue Kite                                                                                        | Ji-li Jiang                                        | Hlavní cena   | [ 2 ] [ 9 ]  |
| 2013–2014 | Obrázková kniha                    | Barbed Wire Baseball                                                                                       | Marissa Moss, ilustrovala Yuko Shimizu             | Čestné uznání | [ 2 ] [ 9 ]  |
| 2012–2013 | Beletrie pro dospělé               | The Collective                                                                                             | Don Lee                                            | Hlavní cena   | [ 2 ] [ 10 ] |
| 2012–2013 | Beletrie pro dospělé               | Drifting House                                                                                             | Krys Lee                                           | Čestné uznání | [ 2 ] [ 10 ] |
| 2012–2013 | Literatura faktu pro dospělé       | Third Asiatic Invasion: Empire and Migration in Filipino America, 1898-1946                                | Rick Baldoz                                        | Hlavní cena   | [ 2 ] [ 10 ] |
| 2012–2013 | Literatura faktu pro dospělé       | Forbidden Citizens                                                                                         | Martin B. Gold                                     | Čestné uznání | [ 2 ] [ 10 ] |
| 2012–2013 | Literatura pro mládež              | Tina’s Mouth: An Existential Comic Diary                                                                   | Keshni Kashyap                                     | Hlavní cena   | [ 2 ] [ 10 ] |
| 2012–2013 | Literatura pro mládež              | Ichiro | Ryan Inzana                                        | Čestné uznání | [ 2 ] [ 10 ] |
| 2012–2013 | Literatura pro děti                | Chengli and the Silk Road Caravan                                                                          | Hildi Kang                                         | Hlavní cena   | [ 2 ] [ 10 ] |
| 2012–2013 | Literatura pro děti                | Shark King                                                                                                 | R. Kikuo Johnson                                   | Čestné uznání | [ 2 ] [ 10 ] |
| 2012–2013 | Obrázková kniha                    | Good Fortune in a Wrapping Cloth                                                                           | Joan Schoettler, ilustrovala Jessica Lanan         | Hlavní cena   | [ 2 ] [ 10 ] |
| 2012–2013 | Obrázková kniha                    | A Path of Stars                                                                                            | Anne O'Brien Sibley                                | Čestné uznání | [ 2 ] [ 10 ] |
| 2011–2012 | Beletrie pro dospělé               | The Submission                                                                                             | Amy Waldman                                        | Hlavní cena   | [ 2 ] [ 11 ] |
| 2011–2012 | Beletrie pro dospělé               | Leche | R. Zamora Linmark                                  | Čestné uznání | [ 2 ] [ 11 ] |
| 2011–2012 | Literatura faktu pro dospělé       | The Woman Who Could Not Forget: Iris Chang Before and Beyond The Rape of Nanking                           | Ying-Ying Chang                                    | Hlavní cena   | [ 2 ] [ 11 ] |
| 2011–2012 | Literatura faktu pro dospělé       | The Bangladeshi Diaspora in the United States after 9/11: From Obscurity to High Visibility                | Shafiqur Rahman                                    | Čestné uznání | [ 2 ] [ 11 ] |
| 2011–2012 | Literatura pro mládež              | Orchards                                                                                                   | Holly Thompson                                     | Hlavní cena   | [ 2 ] [ 11 ] |
| 2011–2012 | Literatura pro mládež              | Level Up                                                                                                   | Gene Luen Yang                                     | Čestné uznání | [ 2 ] [ 11 ] |
| 2011–2012 | Literatura pro děti                | The Great Wall of Lucy Wu                                                                                  | Wendy Wan-Long Shang                               | Hlavní cena   | [ 2 ] [ 11 ] |
| 2011–2012 | Literatura pro děti                | Vanished                                                                                                   | Sheela Chari                                       | Čestné uznání | [ 2 ] [ 11 ] |
| 2011–2012 | Obrázková kniha                    | The House Baba Built: An Artist's Childhood in China                                                       | Ed Young                                           | Hlavní cena   | [ 2 ] [ 11 ] |
| 2011–2012 | Obrázková kniha                    | Hot Hot Roti for Kaka-ji                                                                                   | F. Zia, ilustroval Ken Min                         | Čestné uznání | [ 2 ] [ 11 ] |
| 2010–2011 | Beletrie pro dospělé               | I Hotel | Karen Tei Yamashita                                | Hlavní cena   | [ 2 ] [ 12 ] |
| 2010–2011 | Beletrie pro dospělé               | Bitter in the Mouth                                                                                        | Monique Truong                                     | Čestné uznání | [ 2 ] [ 12 ] |
| 2010–2011 | Literatura faktu pro dospělé       | Angel Island: Immigration Gateway to America                                                               | Erika Lee a Judy Yung                              | Hlavní cena   | [ 2 ] [ 12 ] |
| 2010–2011 | Literatura faktu pro dospělé       | Charlie Chan: The Untold Story of the Čestné uznáníable Detective and His Rendezvous with American History | Yunte Huang                                        | Čestné uznání | [ 2 ] [ 12 ] |
| 2010–2011 | Literatura faktu pro dospělé       | You Have Given Me a Country                                                                                | Neela Vaswani                                      | Čestné uznání | [ 2 ] [ 12 ] |
| 2010–2011 | Literatura pro mládež              | Shooting Kabul                                                                                             | N. H. Senzai                                       | Hlavní cena   | [ 2 ] [ 12 ] |
| 2010–2011 | Literatura pro mládež              | A Boy of Heart Mountain                                                                                    | Barbara Bazaldua                                   | Čestné uznání | [ 2 ] [ 12 ] |
| 2010–2011 | Literatura pro děti                | Heart of a Samurai                                                                                         | Margi Preus                                        | Hlavní cena   | [ 2 ] [ 12 ] |
| 2010–2011 | Literatura pro děti                | Bamboo People                                                                                              | Mitali Perkins                                     | Čestné uznání | [ 2 ] [ 12 ] |
| 2010–2011 | Obrázková kniha                    | Yasmin’s Hammer                                                                                            | Ann Malaspina, ilustroval Doug Chayka              | Hlavní cena   | [ 2 ] [ 12 ] |
| 2010–2011 | Obrázková kniha                    | Fly Free                                                                                                   | Roseanne Thong, ilustrovala Eujin Kim Neilan       | Čestné uznání | [ 2 ] [ 12 ] |
| 2009–2010 | Beletrie pro dospělé               | Hotel on the Corner of Bitter and Sweet                                                                    | Jamie Ford                                         | Hlavní cena   | [ 2 ] [ 13 ] |
| 2009–2010 | Beletrie pro dospělé               | Shanghai Girls                                                                                             | Lisa See                                           | Čestné uznání | [ 2 ] [ 13 ] |
| 2009–2010 | Literatura faktu pro dospělé       | American Chinatown: A People’s History of Five Neighborhoods                                               | Bonnie Tsui                                        | Hlavní cena   | [ 2 ] [ 13 ] |
| 2009–2010 | Literatura faktu pro dospělé       | Japanese American Resettlement: Through the Lens                                                           | Lane Ryo Hirabayashi                               | Čestné uznání | [ 2 ] [ 13 ] |
| 2009–2010 | Obrázková kniha                    | Cora Cooks Pancit                                                                                          | Dorina K. Lazo Gilmore, ilustrovala Kristi Valiant | Hlavní cena   | [ 2 ] [ 13 ] |
| 2009–2010 | Obrázková kniha                    | Tan to Tamarind                                                                                            | Malathi Michelle Iyengar, ilustroval Jamel Akib    | Čestné uznání | [ 2 ] [ 13 ] |
| 2009–2010 | Youth Literature                   | Everything Asian                                                                                           | Sung Woo                                           | Hlavní cena   | [ 2 ] [ 13 ] |
| 2009–2010 | Youth Literature                   | Tofu Quilt                                                                                                 | Ching Yeung Russell                                | Čestné uznání | [ 2 ] [ 13 ] |
| 2008–2009 | Beletrie pro dospělé               | Unaccustomed Earth                                                                                         | Jhumpa Lahiri                                      | Hlavní cena   | [ 2 ] [ 14 ] |
| 2008–2009 | Beletrie pro dospělé               | Steer Toward Rock                                                                                          | Fae Myenne Ng                                      | Čestné uznání | [ 2 ] [ 14 ] |
| 2008–2009 | Literatura faktu pro dospělé       | Fortune Cookie Chronicles: Adventures in the World of Chinese Food                                         | Jennifer 8. Lee                                    | Hlavní cena   | [ 2 ] [ 14 ] |
| 2008–2009 | Literatura faktu pro dospělé       | Eaves of Heaven: A Life in Three Wars                                                                      | Andrew X. Pham                                     | Čestné uznání | [ 2 ] [ 14 ] |
| 2008–2009 | Literatura faktu pro dospělé       | The Latehomecomer: A Hmong Family Memoir                                                                   | Kao Kalia Yang                                     | Čestné uznání | [ 2 ] [ 14 ] |
| 2008–2009 | Obrázková kniha                    | Wabi Sabi                                                                                                  | Mark Reibstein, ilustroval Ed Young                | Hlavní cena   | [ 2 ] [ 14 ] |
| 2008–2009 | Obrázková kniha                    | Monsoon Afternoon                                                                                          | Kashmira Sheth, ilustrovala Yoshiko Jaeggi         | Čestné uznání | [ 2 ] [ 14 ] |
| 2008–2009 | Youth Literature                   | Roots and Wings                                                                                            | Many Ly                                            | Hlavní cena   | [ 2 ] [ 14 ] |
| 2008–2009 | Youth Literature                   | 1001 Cranes                                                                                                | Naomi Hirahara                                     | Čestné uznání | [ 2 ] [ 14 ] |
| 2008–2009 | Youth Literature                   | Good Enough                                                                                                | Paula Yoo                                          | Čestné uznání | [ 2 ] [ 14 ] |
| 2007–2008 | Literatura faktu pro dospělé       | Driven Out: The Forgotten War Against Chinese Americans                                                    | Jean Pfaelzer                                      | Hlavní cena   | [ 2 ] [ 15 ] |
| 2007–2008 | Literatura faktu pro dospělé       | Bento Box in The Heartland: My Japanese Girlhood in Whitebread America                                     | Linda Furiya                                       | Čestné uznání | [ 2 ] [ 15 ] |
| 2007–2008 | Obrázková kniha                    | Surfer of the Century                                                                                      | Ellie Crowe, ilustroval Richard Waldrep            | Hlavní cena   | [ 2 ] [ 15 ] |
| 2007–2008 | Obrázková kniha                    | Hiromi’s Hands                                                                                             | Lynne Barasch                                      | Čestné uznání | [ 2 ] [ 15 ] |
| 2007–2008 | Youth Literature                   | Hiroshima Dreams                                                                                           | Kelly Easton                                       | Hlavní cena   | [ 2 ] [ 15 ] |
| 2007–2008 | Youth Literature                   | Keeping Corner                                                                                             | Kashmira Sheth                                     | Čestné uznání | [ 2 ] [ 15 ] |
| 2006–2007 | Beletrie pro dospělé               | Brothers                                                                                                   | Da Chen                                            | Hlavní cena   | [ 2 ] [ 16 ] |
| 2006–2007 | Beletrie pro dospělé               | Color of the Sea                                                                                           | John Hamamura                                      | Čestné uznání | [ 2 ] [ 16 ] |
| 2006–2007 | Obrázková kniha                    | The Legend of Hong Kil Dong: The Robin Hood of Korea                                                       | Anne Sibley O'Brien                                | Hlavní cena   | [ 2 ] [ 16 ] |
| 2006–2007 | Obrázková kniha                    | Brothers                                                                                                   | Yin, ilustroval Chris Soentpiet                    | Čestné uznání | [ 2 ] [ 16 ] |
| 2006–2007 | Youth Literature                   | Nothing But the Truth                                                                                      | Justina Chen Headley                               | Hlavní cena   | [ 2 ] [ 16 ] |
| 2006–2007 | Youth Literature                   | Year of the Dog                                                                                            | Grace Lin                                          | Čestné uznání | [ 2 ] [ 16 ] |
| 2005–2006 | Beletrie pro dospělé               | Aloft | Chang-Rae Lee                                      | Hlavní cena   | [ 2 ] [ 17 ] |
| 2005–2006 | Beletrie pro dospělé               | Saving Fish from Drowning                                                                                  | Amy Tan                                            | Čestné uznání | [ 2 ] [ 17 ] |
| 2005–2006 | Beletrie pro dospělé               | Snow Flower and the Secret Fan                                                                             | Lisa See                                           | Čestné uznání | [ 2 ] [ 17 ] |
| 2005–2006 | Obrázková kniha                    | The Firekeeper's Son                                                                                       | Linda Sue Park, ilustrovala Julie Downing          | Hlavní cena   | [ 2 ] [ 17 ] |
| 2005–2006 | Obrázková kniha                    | Sixteen Years in Sixteen Seconds: The Sammy Lee Story                                                      | Paula Yoo, ilustroval Dom Lee                      | Čestné uznání | [ 2 ] [ 17 ] |
| 2005–2006 | Obrázková kniha                    | Bread Song                                                                                                 | Frederick Lipp, ilustroval Jason Gaillard          | Čestné uznání | [ 2 ] [ 17 ] |
| 2005–2006 | Youth Literature                   | Kira-Kira                                                                                                  | Cynthia Kadohata                                   | Hlavní cena   | [ 2 ] [ 17 ] |
| 2005–2006 | Youth Literature                   | Shanghai Messenger                                                                                         | Andrea Cheng                                       | Čestné uznání | [ 2 ] [ 17 ] |
| 2005–2006 | Youth Literature                   | Project Mulberry                                                                                           | Linda Sue Park                                     | Čestné uznání | [ 2 ] [ 17 ] |
| 2001–2003 | Beletrie pro dospělé               | Pí a jeho život                                                                                            | Yann Martel                                        | Hlavní cena   | [ 18 ]       |
| 2001–2003 | Obrázková kniha                    | Apple Pie 4th of July                                                                                      | Janet S. Wong, ilustrovala Margaret Chodos-Irvine  | Hlavní cena   | [ 18 ]       |
| 2001–2003 | Obrázková kniha                    | Tanuki’s Gift                                                                                              | Tim Myer, ilustroval Robert Roth                   | Čestné uznání | [ 18 ]       |
| 2001–2003 | Obrázková kniha                    | Coolies | Yin, ilustroval Chris Soentpiet                    | Čestné uznání | [ 18 ]       |
| 2001–2003 | Children and Literatura pro mládež | A Step from Heaven                                                                                         | An Na                                              | Hlavní cena   | [ 18 ]       |
| 2001–2003 | Children and Literatura pro mládež | Born Confused                                                                                              | Tanuja Desai Hidier                                | Čestné uznání | [ 18 ]       |
| 2001–2003 | Children and Literatura pro mládež | Beacon Hill Boys                                                                                           | Ken Mochizuki                                      | Čestné uznání | [ 18 ]       |
| 2001–2003 | Children and Literatura pro mládež | A Single Shard                                                                                             | Linda Sue Park                                     | Čestné uznání | [ 18 ]       |
| 2001      | Beletrie pro dospělé               | Land of Smiles                                                                                             | T. C. Huo                                          | Hlavní cena   | [ 19 ]       |
| 2001      | Adult Nonfiction                   | First They Killed My Father                                                                                | Loung Ung                                          | Hlavní cena   | [ 19 ]       |
| 2001      | Children and Literatura pro mládež | The Trip Back Home                                                                                         | Janet S. Wong, ilustroval/a Bo Jia                 | Hlavní cena   | [ 19 ]       |